# Hiroshi Kanazawa
Hiroshi Kanazawa (jap. 金澤 宏 Kanazawa Hiroshi) – japoński piłkarz, reprezentant kraju.

## Kariera reprezentacyjna
W reprezentacji Japonii zadebiutował 13 maja 1934 w meczu przeciwko reprezentacji Indonezji. W sumie w reprezentacji wystąpił w 2 spotkaniach.

## Statystyki
| Reprezentacja Japonii | Reprezentacja Japonii | Reprezentacja Japonii |
| Rok                   | Mecze                 | Gole                  |
| --------------------- | --------------------- | --------------------- |
| 1934                  | 2                     | 0                     |
| Razem                 | 2                     | 0                     |